# Батарейка (посёлок)
Батаре́йка — посёлок в Темрюкском районе Краснодарского края. Входит в состав Запорожского сельского поселения. Основан в 1882 году. 

## География
Посёлок находится в северо-западной части Таманского полуострова, на берегу Динского залива Таманского лимана, на федеральной автодороге А290 «Новороссийск — Керчь», на расстоянии 43 км к северо-западу от города Темрюк, административного центра района.

## Население
| 2002 | 2010 |
| ---- | ---- |
| 688  | ↘640 |

## Улицы
| - ул. Железнодорожная, - ул. Ленина, - ул. Набережная, - ул. Октябрьская, | - ул. Первомайская, - ул. Степная, - ул. Фестивальная, - ул. Юбилейная. |